# Référendum constitutionnel français de 1958 au territoire des Comores
Le référendum constitutionnel comorien de 1958 a lieu le 28 septembre 1958 afin de permettre à la population de se prononcer sur la constitution de 1958 visant notamment à faire du territoire des Comores un pays membre de la Communauté française.
Le projet soumis à référendum reçoit une large majorité des suffrages.

## Campagne
La campagne a surtout porté sur l'intégration ou non à la Communauté française. Les élites locales favorables à l'indépendance considèrent que les Comores ne sont pas prêtes pour cette dernière car économiquement non autosuffisantes. Cette nouvelle constitution permet cependant d'obtenir une autonomie non négligeable. Les plus opposés à l'indépendance, à Mayotte, cultivent leur proximité avec le gouvernement français et appellent également à voter pour.

## Résultat
| Choix                     | Votes  | %     |
| ------------------------- | ------ | ----- |
| Pour                      | 63 899 | 97,33 |
| Contre                    | 1 756  | 2,67  |
|                           |        |       |
| Votes valides             | 65 655 | 99,60 |
| Votes blancs et invalides | 265    | 0,40  |
| Total                     | 65 920 | 100   |
| Abstention                | 5 179  | 7,27  |
| Inscrits/Participation    | 71 099 | 92,72 |